# Ralf Benschu
Ralf Benschu (* 25. April 1962 in Potsdam) ist ein deutscher Musiker. Bekannt wurde er vor allem als Mitglied der Band Keimzeit. Er spielt Saxophon, Klarinette, Flöte und Dudelsack.

## Musikalisches Schaffen
Obwohl er aus einem nicht musikalisch geprägten Elternhaus stammt, erhielt er mit zehn Jahren an der Potsdamer Musikschule den ersten Musikunterricht auf der Klarinette. Von 1987 bis 1991 studierte er an der Musikhochschule „Hanns Eisler“ in Berlin Saxophon und Klarinette. Seit 1986 ist er als freiberuflicher Musiker tätig.

### Keimzeit
Benschu stieß Ende der 1980er zu Keimzeit und war bereits auf ihrem Debütalbum Irrenhaus als Gastmusiker vertreten. Von 1990 bis 2009 war er festes Mitglied der Gruppe. Ihm gelang es, die Klangfarbe der anfangs noch stark im DDR-Bluesrock verwurzelten Band entscheidend zu bereichern. Besonders verdeutlichen dies die Stücke Amsterdam vom Album Kapitel Elf sowie Gott will (Bläsersatz) und 83 vom Album Primeln & Elefanten. Seit der Zusammenarbeit der Band mit dem Produzenten Franz Plasa (erstmals 1998 beim Album Im elektromagnetischen Feld) schwand der Einfluss Benschus deutlich, zumindest bei den Studioaufnahmen. Bis 2007 spielte Benschu weiterhin bei den Live-Konzerten. Nach der Tourpause der Band 2008 war er als Gastmusiker am zwölften Studioalbum beteiligt, aber 2009 an keinem Konzert beteiligt. Ende 2013 war er an den Aufnahmen des Albums Zusammen von Keimzeit und dem Deutschen Filmorchester Babelsberg beteiligt.
Norbert Leisegang, (Sänger und Frontmann von „Keimzeit“) sagte in einem Interview: „Ralf Benschu, der Saxophonist, hat in letzter Zeit wenig zu tun. Er sagte deutlich, dass die letzten drei Alben eigentlich nicht seine Alben sind. Daher arbeitet er auch mit anderen Musikern zusammen. Das bringt eine ganze Menge Zündstoff, so dass es uns immer wieder drohen kann, auseinander zu fallen.“

### Saxophon & Orgel
Zusammen mit dem Kantor der Kirche Margarethenkirche in Gotha (Thüringen), Kirchenmusikdirektor Jens Goldhardt, bildet Benschu das Duo „Saxophon & Orgel“.
1996 wurde Benschu eingeladen, die Einweihung der neuen Orgel der Trinitatiskirche in Sondershausen musikalisch mitzugestalten. Dabei traf er erstmals auf den Organisten Goldhardt. Nach der erfolgreichen Premiere bei der Einweihung der Orgel (1997) entschlossen sich die beiden Musiker, ihre Zusammenarbeit weiterzuführen. Seitdem veröffentlichten sie 6 gemeinsame Alben. Bemerkenswert ist dabei die Bandbreite des Duos: Neben Bach, Vivaldi oder Mozart finden sich auch Stücke von Astor Piazzolla und Goran Bregović. Dazu kommen einige Eigenkompositionen.

### Weiteres
Parallel zu den bereits genannten Gruppen musiziert er in den Projekten „Jazzalive“, „Meier’s Clan“ und „Benschu & Intrau“. Er ist als Session- und Live-Musiker auf Veröffentlichungen und Konzerten von Gerhard Schöne zu hören und komponiert Musikstücke für andere Interpreten, z. B. für das Soloalbum von Sonny Thet (Bayon). Daneben spielte er in verschiedenen Orchestern, u. a. beim Orchester des Friedrichstadtpalastes und als Solist beim Loh-Orchester Sondershausen. Als Musikpädagoge hat er Lehraufträge an der Städtischen Musikschule Potsdam und der Universität Potsdam.

## Diskografie
Keimzeit
- siehe Diskografie von Keimzeit

Saxophon & Orgel
- Saxophon & Orgel (1997)
- Choralmusik (1999)
- durch den wind (2001)
- concerto europeo (2004)
- Elemente (2007)
- Wolke 7 (2011)
- Augenblicke (2015)

Meier’s Clan
- Saxophon Quartett (2001)
- Saxophon Quartett (2004, Live-Album)

Benschu & Intrau
- Jazzics (2009)

Mit Gerhard Schöne und Jens Goldhardt
- Ich öffne die Tür weit am Abend (2010)
- Komm herein in das Haus (2017)